# ثيودورا أميرة اليونان والدنمارك
ثيودورا أميرة اليونان والدنمارك (بالإنجليزية: Princess Theodora of Greece and Denmark)‏ (9 يونيو 1983) هي الإبنه الصغرى لقسطنطين الثاني ملك اليونان وزوجته آن ماري ملكة اليونان.

## روابط خارجية
- ثيودورا أميرة اليونان والدنمارك على موقع IMDb (الإنجليزية)
- ثيودورا أميرة اليونان والدنمارك على موقع ألو سيني (الفرنسية)
- ثيودورا أميرة اليونان والدنمارك على موقع قاعدة بيانات الفيلم (الإنجليزية)